# R255 (route russe)

La route fédérale R-255 « Sibérie » (en russe : Федера́льная автомоби́льная доро́га Р255 «Сибирь», Federalnaya avtomobilnaya doroga «Sibir»), est une route fédérale située en Sibérie qui part de Sokour (près de Novossibirsk), en direction de l'est. Appelée souvent « Route de Moscou », elle traverse le centre de la Sibérie d'ouest en est, en passant par Kémérovo, Mariinsk, Krasnoïarsk, Taïchet, Nijnéoudinsk, Touloun, Zima pour arriver après 1860 kilomètres à Irkoutsk. La route, partie de la route transsibérienne, est le seul grand axe de transport de la région qu'elle traverse. Elle parcourt des étendues de taïga mais aussi de nombreuses zones agricoles, et plusieurs zones montagneuses. 

## Itinéraire

### Oblast de Novossibirsk
Raïon de Mochkovo
- Fin de la R254, début de la R255 à Sokour, km 55
- Maïski, km 48
- Kochevo, km 51
- Intersection vers Mochkovo, km 57
- Intersections vers Mochkovo et avec la 50H-190, km 60
- Voronovo, km 83
- Intersection avec la 50H-1907 vers Stantsionno-Oïachinski, km 83
- Intersection avec la 50H-1925 vers Tachara, km 84
- Intersection vers Oïash et Balta, km 90
- Intersection vers Estonka, km 95

Raïon de Bolotnoïe, km 96
- Intersection vers Novaïa Tcheboula, km 100
- Intersection vers Novobibeïevo, km 103
- Ierogovka, km 115
- Intersection avec la 50H-0403 vers Kriyovach, km 118
- Intersection vers Bolotnoïe, km 127
  -  Aire de service
- Intersection vers Bolotnoïe et la 50K-16 vers Togoutchine, km 129
- Intersection vers Bolotnoïe, km 132
- Intersection vers Atcha et Iourginski, km 146
- Aire de service , km 149

### Oblast de Kemerovo
Raïon municipal de Iourga, km 150
- Sortie vers Tomsk (branche de la R255 - 107 km), km 150
- Ligne ferroviaire, km 153
- Intersection avec la 32K-441 vers Iourga, km 158
- Intersection vers Arliouk, km 174

Raïon de Topki, km 184
- Oparino, km 194
- Intersection vers Chichino, km 200
- Simanovo, km 202
- Rassvet, km 210
- Terekhino, km 214
- Intersection vers Gloubokoïe, km 218
- Oktiabrski, km 221
- Carrefour giratoire avec la branche de la R255 vers Kémérovo-ouest et vers Topki, km 228
- Contournement sud de Kémérovo (37,3 km)[Note 1]

Okroug de Kémérovo, km 10
- -  Sortie vers Kémérovo-sud, km 26
  -  Échangeur entre  et 32K-445 (vers Novokouznetsk), km 37,3

Okroug de Kémérovo, km 296
- Intersection vers Koulatski Kvartal, km 301

Ville de Kémérovo, km 305
- Intersection vers Promychlennovski, km 302
- Lapitchevo, km 303

Okroug de Kémérovo, km 305
- Intersection avec la 32K-95 vers Anjero-Soudjensk, km 308

Ville de Berezovski, km 308
- Intersection vers Berezovski, km 310

Okroug de Kémérovo, km 316
- Dmitriïevka, km 325
- Iougo-Aleksandrovka, km 334
- Ouspenka, km 345

Raïon d'Ijmorski, km 352
- Gloukharinka, km 353
- Novi Set, km 367
- Bolchaïa Zlatogoroka, km 368
- Kranaïa Taïga, km 375
- Intersection avec la 32K-49 vers Ijmorski, km 377
- Krasni Iar, km 379

Raïon de la Tchéboula, km 394
- Nikolaïevka, km 400
- Ousmanka, km 413

- Intersection avec la 32K-344 vers Verkh-Tchéboula, km 425
- Intersection avec la 32K-344 vers Verkh-Tchéboula, km 431

Okroug de Mariinsk, km 437

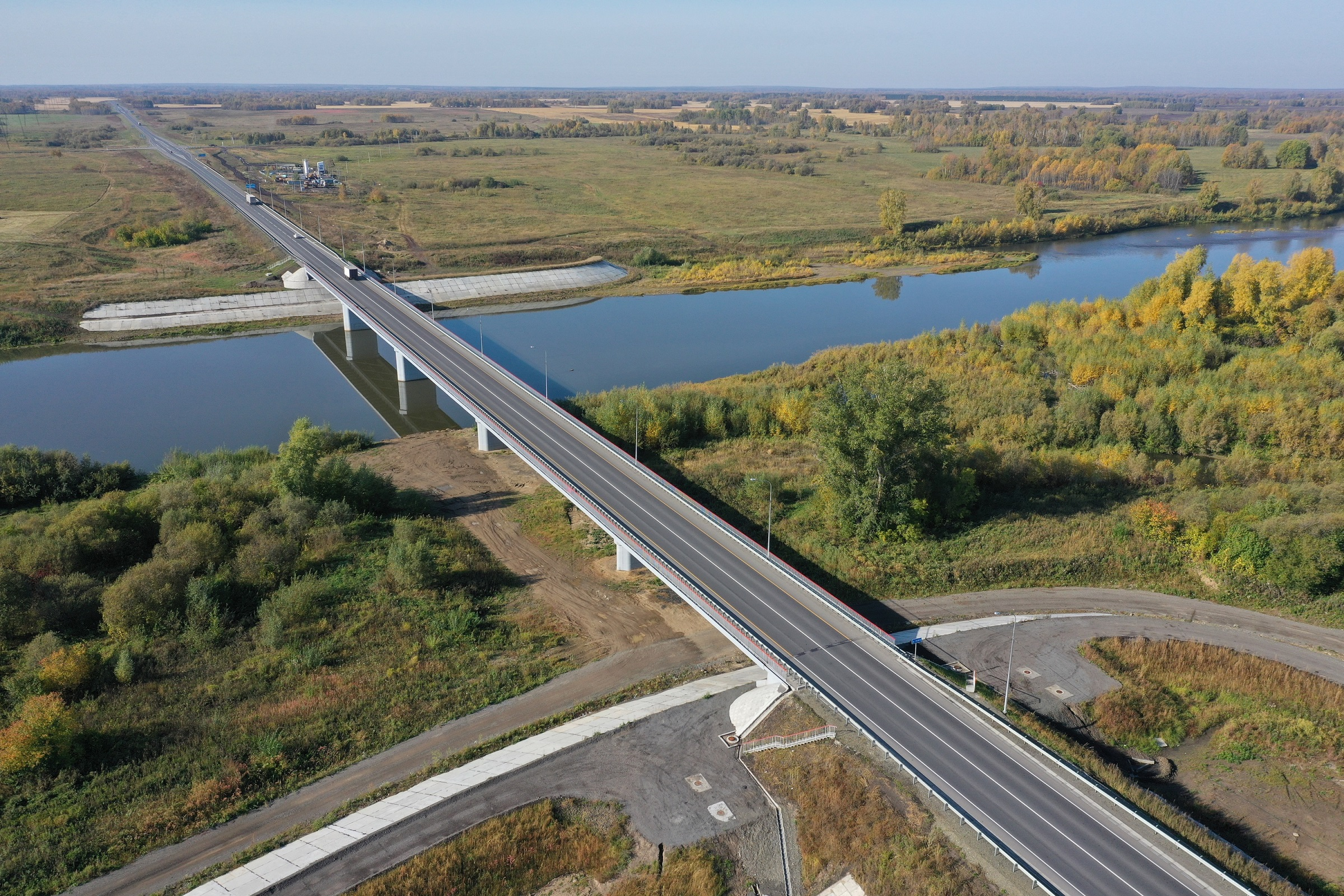
Pont sur la Kiia.

- Sortie vers l'ancien tracé de la R255 vers Mariinsk, km 437
- Contournement de Mariinsk (18,1 km)[Note 1]
  -  KiiaPont sur la Kiia.
- Sortie vers l'ancien tracé de la R255 vers Mariinsk, km 466
- Intersection avec la 32K-163  vers Oust-Serta, km 472
- Intersection vers Souslovo, km 477
- Intersection vers Souslovo, km 482
- Transsibérien, km 483

Raïon de Tiajinski, km 492
- Oktiarbski, km 499
- Intersection avec la 32K-323 vers Danilovka et avec la 32K-333 vers Tiajinski, km 507
- Intersection vers Borissoglebskoïe, km 512
- Intersection vers Tissoul, km 523
- Intersection vers Akimo-Annenka, km 526
- Transsibérien, km 538
- Intersection avec la 32K-322 vers Itatski et Novopokrovka, km 540
- Intersection avec la 32K-321 vers Novopodzornovo, km 547
- Intersection vers Itatski, km 550
- Intersection vers Tchoulym, km 554

### Kraï de Krasnoïarsk
Raïon de Bogotol, km 557
- Kachtan, km 561
- Intersection vers Bolchaïa Kousoul, km 566
- Intersection vers Bolchaïa Kousoul, km 571
- Intersection vers Bogotol, km 583
- Sortie sur la 04K-191 vers Bogotol et Tioukhet, km 587
- Intersection vers Vagino, km 598
- Intersection vers Orga, km 599
- Intersection vers Kritovo, km 612
- Krasnaïa Retchka, km 616

Raïon d'Atchinsk et Ville d'Atchinsk, km 625
- Bely Iar, km 632
- Rivière Tchoulym, km 637
- Traversée d'Atchinsk (km 645 - km 652)
- Rue Dzerjinskogo (vers Atchinsk) et route de Neftyanikov vers Novobirilioussy, km 655
  -  Aire de service

- Aéroport d'Atchinsk, Malinovka, km 657La route en arrivant à Atchinsk depuis l'est.

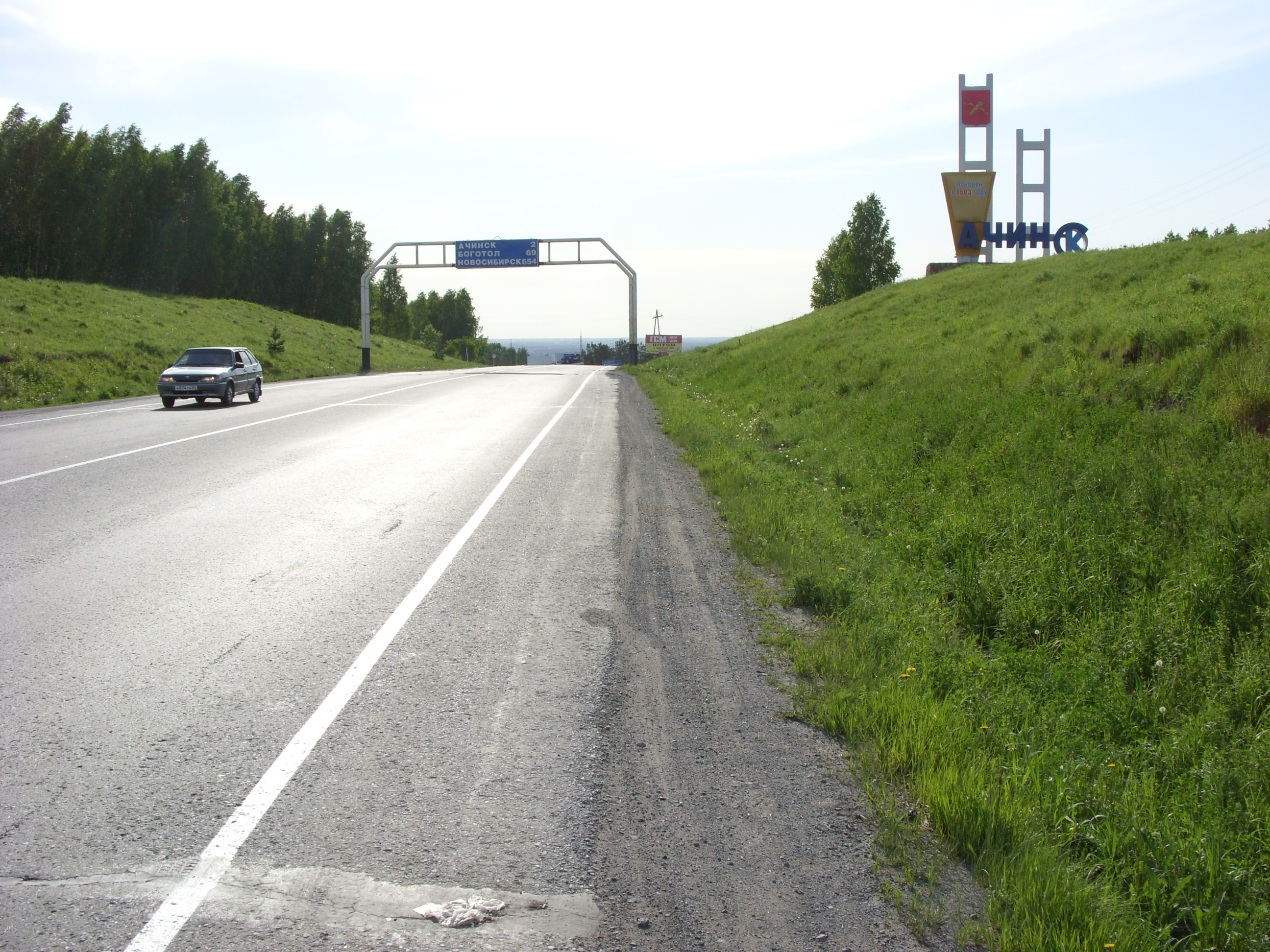
La route en arrivant à Atchinsk depuis l'est.

- Intersection vers Beriozovy, km 663
- Pokrovka, km 669
- Taroutino, km 674

Raïon de Kozoulka, km 681
- Intersection vers Novotchernoretchenski, km 691
- Postoïka, km 693
- Chouchkovo, km 703
- , km 704
- Intersection vers Kozoulka, km 713
- Intersection vers Kozoulka, km 715
- Intersection vers Bolchoï Kemtchoug, km 725
- Rivière Bolchoï Kemtchoug, km 726
- Mojarski, km 730

Raïon de Iermakov, km 734
- Carrefour giratoire avec la 04A-010 (vers la R257), km 748
- , km 753
- , km 759
- Maly Kemtchoug, km 762
- Intersection vers Kédrovy, km 771
- Pamiati 13 Bortsov, km 772
- Soukhaïa, km 780
- Carrefour giratoire avec la 04A-300 vers l'aéroport international de Krasnoïarsk, km 783
- Cheremchanka, km 788
- , km 788
- Aire de service  (sens ouest), km 792
- Sortie (sens ouest) à Iemelianovo
- Échangeur entre  et 04A-300, km 793
- Intersection à Iemelianovo, km 795
- Intersection à Iemelianovo, km 796
- Intersection à Iemelianovo, km 797
- Intersection à Iemelianovo, km 799
- Aire de service (deux sens), km 799
- Échangeur entre  et ancien tracé de la R255 (vers Krasnoïarsk-nord et -ouest), km 802
- Contournement nord de Krasnoïarsk (40,5 km)[Note 1]
  - ,  Sortie (sens ouest) vers Lougovy, km 1
  -  Échangeur entre  et 04K-044 (vers Ienisseïsk et Krasnoïarsk-nord), km 15
  -  Échangeur entre  et 04H-314 (vers Koubekovo et Krasnoïarsk-nord), km 24
  -  Pont de Iermolaïevo sur l'Ienisseï, km 30Pont sur l'Ienisseï.
  - Raïon de Berezovka, km 30

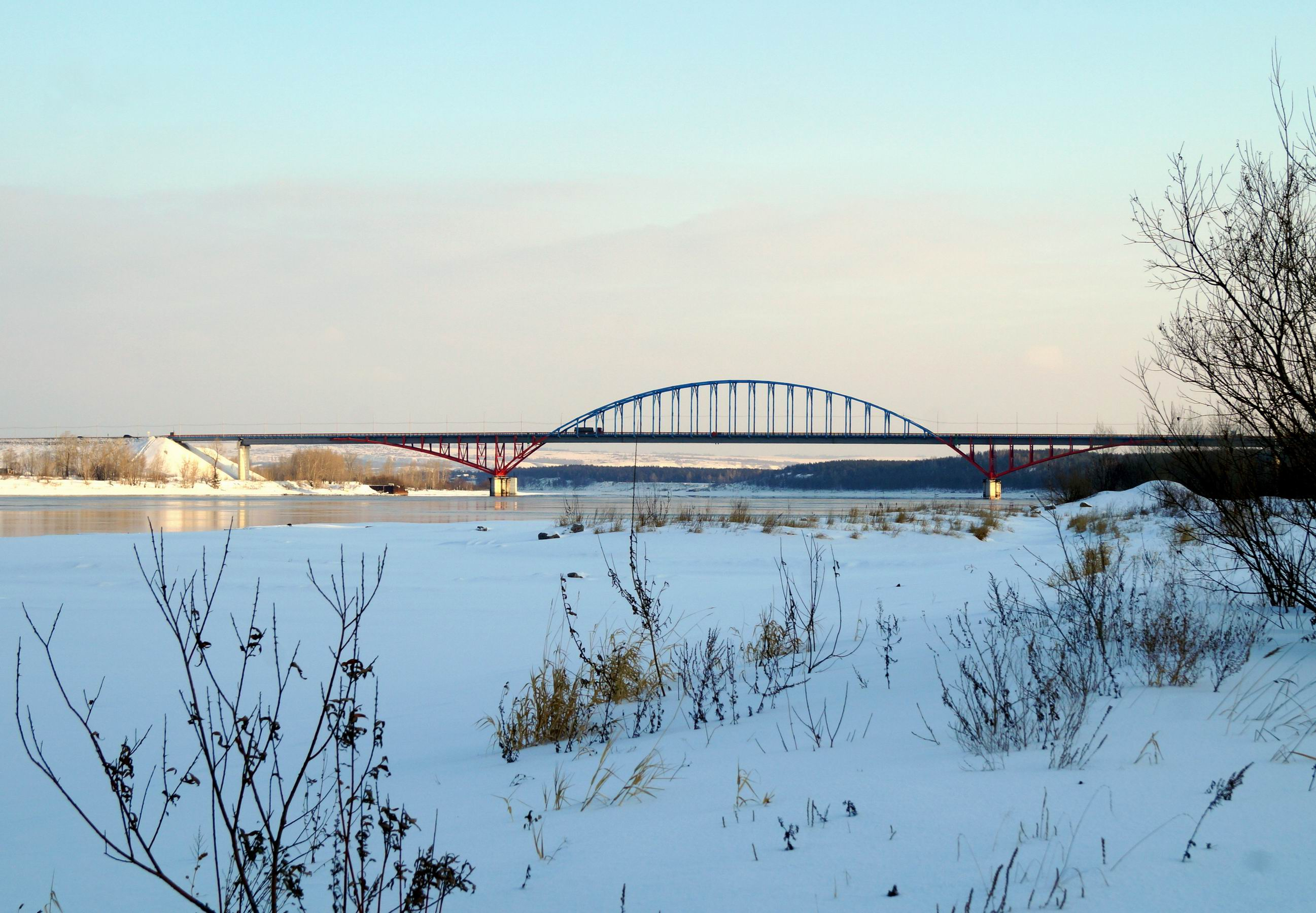
Pont sur l'Ienisseï.

  -  Sortie vers Berezovka et Iermolaïevo, km 31
  -  Échangeur entre  et 04H-374 (vers Sosnovoborsk et Krasnoïarsk-sud et -est), km 35,5
- Échangeur entre  et ancien tracé de la R255 (vers Krasnoïarsk-sud et -est), km 853
- Voznesenka, km 855
- Intersection vers Malaïa Kouskounka, km 871

Raïon de la Mana, km 872
- Sortie sur la 04K-029 vers Permovansk, km 879
- Aire de service , km 879
- Kouskoun, km 880
- Tertej, km 892
- Tinguino, km 897

Raïon d'Ouïar, km 900
- Intersection vers Jandat, km 905
- Intersection vers Balaï, km 909
- Intersection vers Nikolskoïe, km 911
- Maryevka, km 921
- Aire de service , km 931
- Intersection vers Ouïar, km 932
- Intersection avec la 04K-038 vers Zaoziorny, km 934
- Intersection vers Ouïar, km 942
- Intersection vers Novopyatnitskoïe, km 942

Raïon de Rybnoïe, km 947
- Tatianovka, km 952
- Carrefour giratoire avec la 04K-035 vers Zaoziorny et Aguinskoïe, km 965
- Intersection vers Lozovaïa, km 973
- Intersection vers Verkhnaïa-Ouria, km 974
- Intersection vers Nizinka, km 984
- Intersection vers le selsoviet de Borodino, km 990
- Intersection avec la 04K-785 vers Borodino, km 990
- Intersection vers Verkhovaïa, km 996
- Intersection avec la 04K-785 vers Irbeiskoïe, km 1006
- Intersection vers Zavirovka, km 1016

Raïon de Kansk, km 1020
- Intersection vers Bolchaïa Ouria, km 1026
- Intersection vers Bolchaïa Ouria, km 1029
- Intersection avec la 04K-460 , km 1033
- Intersection vers Malyé Proudy, km 1038
- Aire de service , km 1044
- La route en arrivant à Kansk au km 1045. Intersection entre le contournement de Kansk et l'ancien tracé de la R255, km 1046

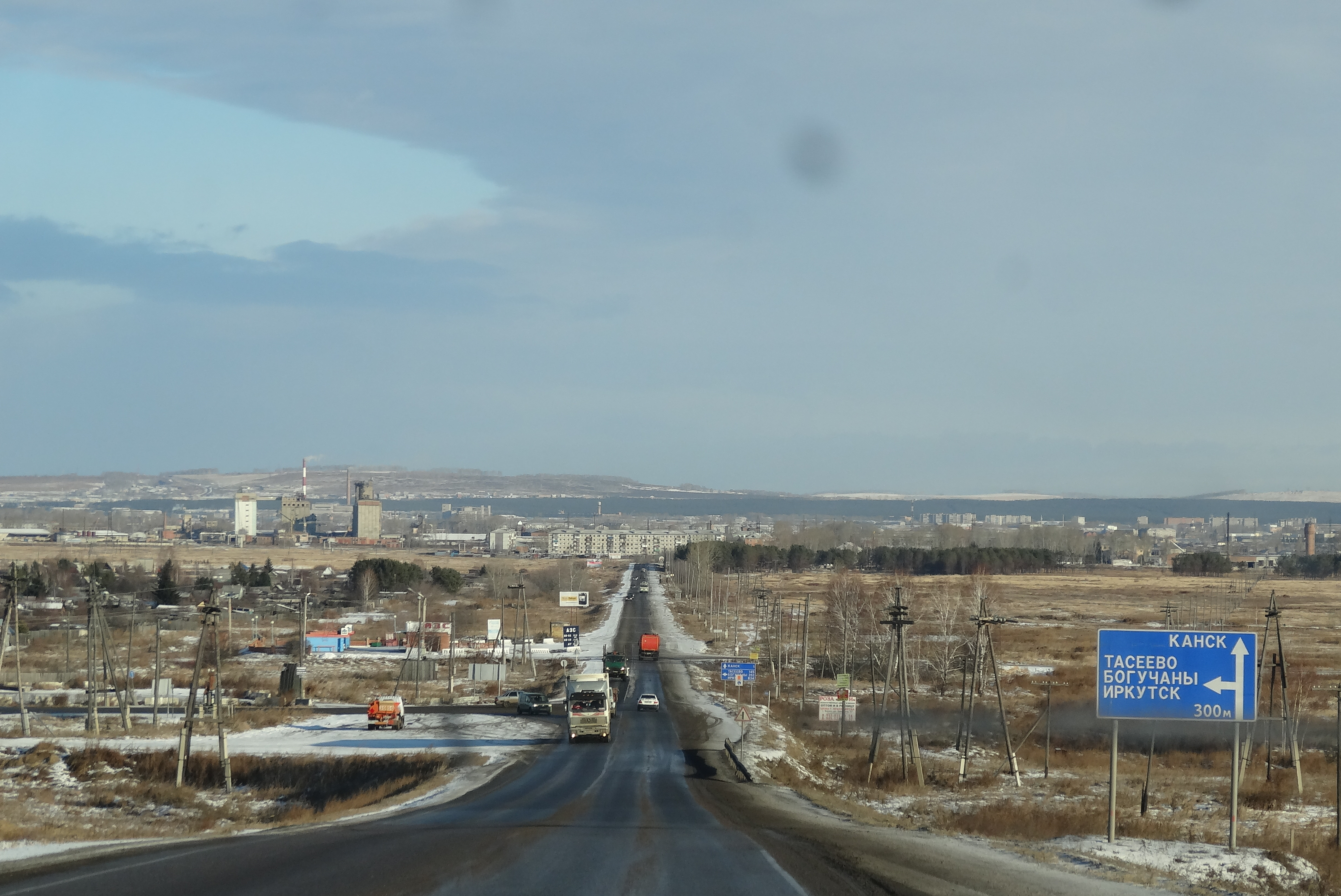
La route en arrivant à Kansk au km 1045.

- Contournement occidental de Kansk (15 km)[Note 1]
  -  Transsibérien, km 8
  -  Sortie sur la 04K-465 vers Kansk-ouest, km 8
  -  Intersection vers Levoberejnoïe et Berejki, km 12
  -  Rivière Kan, km 14
  -  Carrefour giratoire avec la route de Taseïevo, km 15

- Traversée du nord de Kansk (11 km)

Raïon d'Ilanski
- Lovat, km 1066
- Karaspel, km 1069
- Intersection vers Ilanski, km 1073
- Intersection avec la 04K-394 vers Ilanski et Novonikolaïevka, km 1081
- Intersection vers Stepanovo, km 1098

Raïon de Nijni Ingach, km 1099
- Verkhné-Ingach, km 1104
- Entrée dans Nijni Ingach, km 1109
- Sortie de Nijni Ingach, km 1114
- Novaïa Poïma, km 1116
- Intersection vers Pavlovka, km 1117La route peu avant Tiny.
- Tiny, km 1136

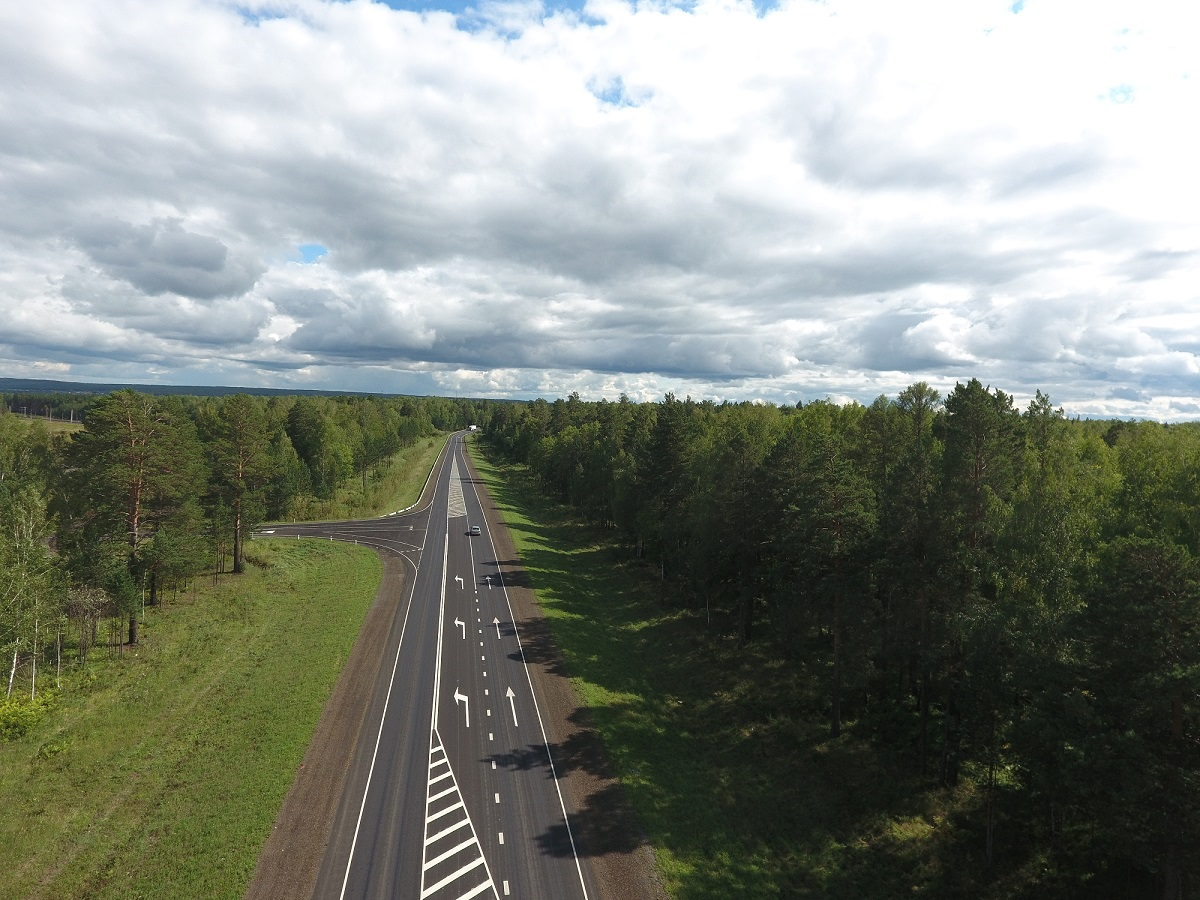
La route peu avant Tiny.

- Intersection vers Poïmo-Tiny, km 1137
- Intersection vers Tinskoï, km 1141
- Ielizavetka, km 1150
- Intersection vers Nijniaïa Poïma, km 1155
- Intersection vers Nijniaïa Poïma, km 1161
- Transsibérien, km 1162
- Intersection vers Klioutchi, km 1170

### Oblast d'Irkoutsk
Raïon de Taïchet, km 1175
- Tcheremtchanka, km 1177
- Polovino-Tcheremkhovo, km 1179
- Intersection vers Iourti, km 1182
- Intersection vers Ielovoïe, km 1188
- Intersection vers Kontorka, km 1194
- Intersection vers Ieniseïka, km 1195
- Rivière Birioussa, km 1997
- Intersections vers Birioussinsk, km 1999
- Sortie vers Birioussinsk et Taïchet-ouest, km 1202
- Transsibérien, km 1206
- Intersection vers Taïchet-sud, km 1208
- Intersection avec la 25H-456 vers Taïchet-sud et Solianaïa, km 1213
- Intersection vers Berezovka, km 1216
- Transsibérien, km 1222
- Intersection vers Taïchet-est, km 1226
- Intersection= vers Ragon, km 1252
- Transsibérien, km 1253
- Intersection vers Oblepikha, km 1252

Raïon de Nijnéoudinsk, km 1266
- Stari Alzamaï, km 1273
- Intersection vers Alzamaï, km 1278
- Algachet, km 1288
- Zamzor, km 1300
- Zagorie, km 1308
- Kamychet, km 1325
- Intersection vers Ouk, km 1341
- Intersection vers Ouk, km 1346
- Intersection vers Mara, km 1351
- Intersection vers Kamenka, km 1357
- Intersection vers Kouriaty, km 1363La route en arrivant à Nijnéoudinsk.

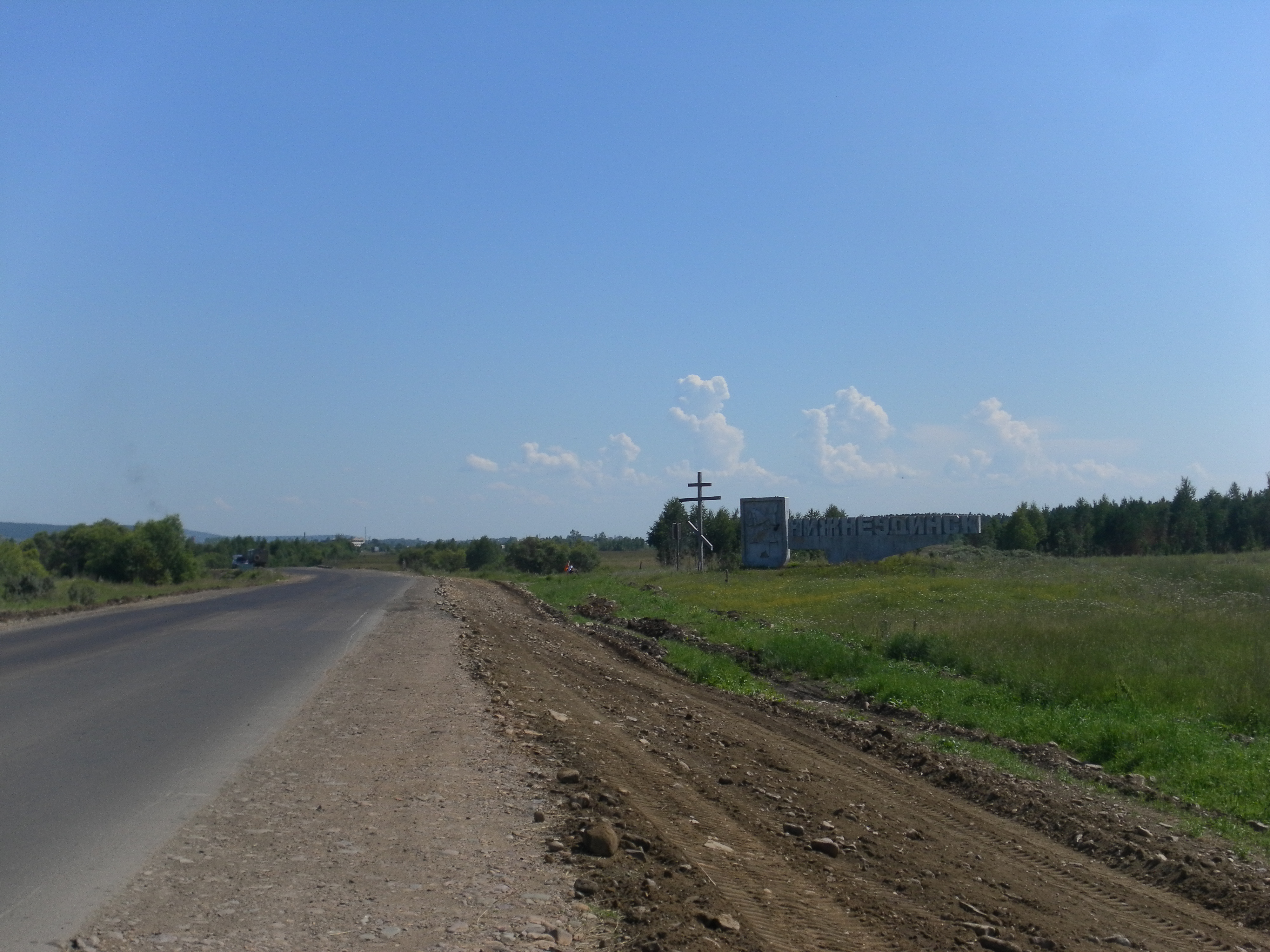
La route en arrivant à Nijnéoudinsk.

- Transsibérien, km 1363
- Entrée dans Nijnéoudinsk, km 1366
- Ponts sur la rivière Ouda, km 1370
- Intersection avec la 25H-330 vers Atagaï, km 1213
- Sortie de Nijnéoudinsk, km 1372
- Intersection vers Voznessenski, km 1376
- Intersection vers Choumski, km 1386
- Intersection vers Khingouï, km 1394
- Intersection vers Verkhni-Khingouï, km 1402
- Intersection vers  Khoudoïelanskoïe, km 1415
- Intersection vers  Khoudoïelanskoïe, km 1418
- Intersection vers  Khoudoïelanskoïe, km 1420
- Verchina, km 1434
- Stantsii Cheberta, km 1438
- Intersection vers Cheberta, km 1439
- Intersection vers Cheberta, km 1444
- Variag, km 1447

Raïon de Touloun, km 1451
- Intersection vers Iouzhni Kadouï, km 1456
- Intersection vers Boudagovo, km 1459
- Transsibérien, km 1463
- Traktovo-Kourzan, km 1464
- Intersection vers Outaï, km 1469
- Bouliouchinka, km 1478
- Intersection vers Novaïa Derevnia, km 1495
- Entrée dans la Ville de Touloun, km 1486
- Carrefour giratoire avec l'A331 vers Bratsk, km 1491
- Rivière Iia, km 1494
- Sortie de Touloun, km 1499
- Intersection vers Azeï, km 1512
- Transsibérien, km 1514Passage à niveau à Cheragoul.
- Cheragoul, km 1517

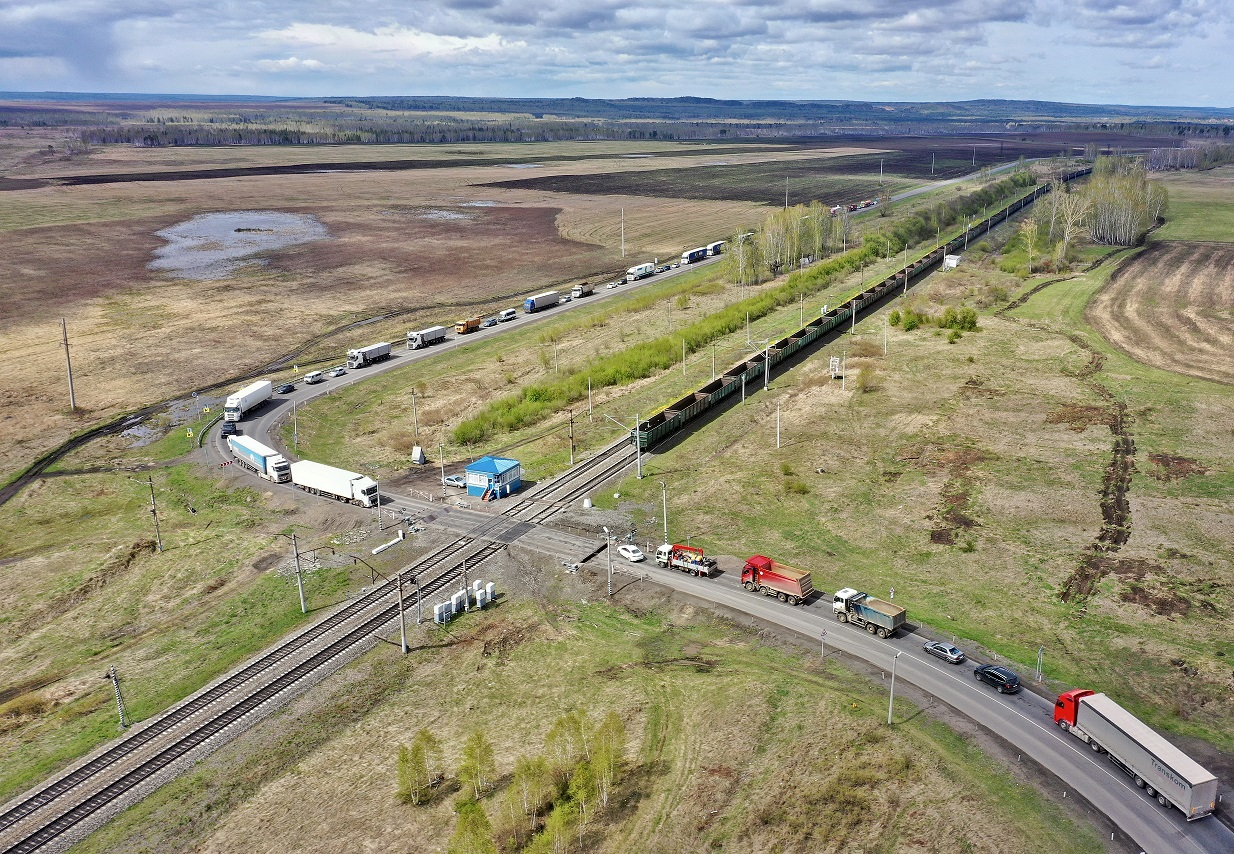
Passage à niveau à Cheragoul.

- Intersection vers Tartaïovka, km 1525

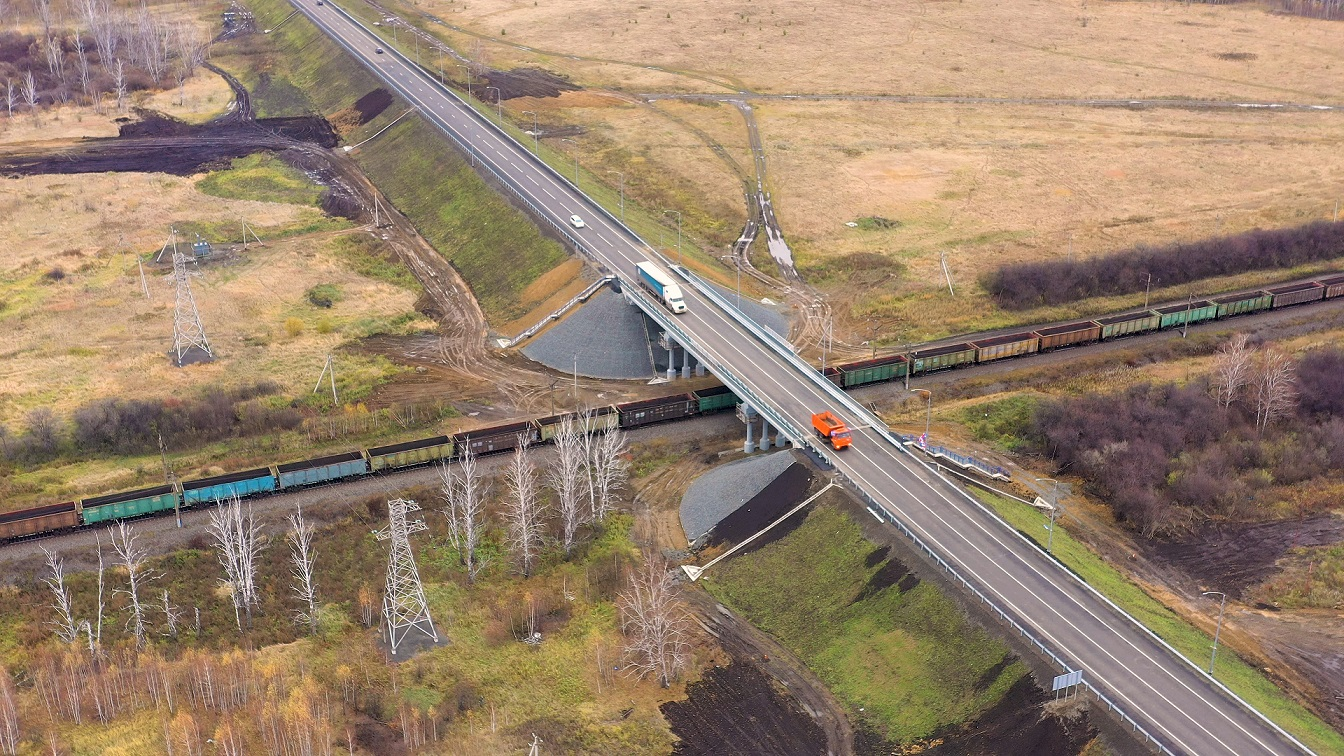
Pont vers Touliouchka.

Raïon de Kouitoun, km 1528
- Transsibérien, km 1530Pont vers Touliouchka. Carrefour giratoire avec la 25H-320 vers Touliouchka, km 1537
- Intersection vers Touliouchka, km 1539
- Intersection vers Tchebotarikha, km 1542
- Intersection vers Malaïa Kotcherma, km 1543
- Mingatouï, km 1544
- Transsibérien, km 1558
- Entrée dans Kouitoun, km 1560
- Sortie dans Kouitoun, km 1564
- Intersection vers Kharik et Sosnovski, km 1580
- Listvianka, km 1581
- Intersection vers Kartchev, km 1586
- Intersection vers Stepnoï, km 1590

Raïon de Zima, km 1596
- Intersection vers Kimiltey et Karymsk, km 1599
- Intersection vers Perezov et sa zone industrielle, km 1607
- , km 1613
- Échangeur entre  et 25H-287 (vers Saïansk et Perezov), km 1614
- , km 1615
- Intersection vers Mordino, km 1621
- Intersection vers Perezov et sa zone industrielle, km 1623
- Intersection vers Zima, km 1624
- Oukhtouï, km 1625
- Rivière Oka, km 1626
- Intersection vers Oka 2-ya, km 1626
- Intersection vers Nijnetchirkina, km 1631
- Intersection vers Glinki, km 1633
- Intersection vers Glinki, km 1640

Raïon de Zalari, km 1645
- Tyret 2-ya, km 1656
- Intersection vers Tyret 1-ya et Semionovskoïe, km 1660
- Intersection vers Tyret 1-ya, km 1662
- Échangeur entre , 25H-046 et 25H-164 (vers Balagansk, Baji et Zalari), km 1681
- Intersection vers Vladimir et Manilovskaïa, km 1697

Raïon d'Alari, km 1698
- Intersection vers Golovinskoïe, km 1700
- Intersection vers Choulguina, km 1707
- Intersection vers Maly Koultoulik, km 1708
- Koultoulik, km 1712
- Intersection vers Tabarsouk, km 1712
- Intersection vers Zabitouï, km 1722
- Transsibérien, km 1726
- Intersection vers Zabitouï, km 1727

Raïon de Tcheremkhovo, km 1729
- Malinovka, km 1730
- Chamanaïeva, km 1736
- Intersection avec la 25H-529 vers Tcheremkhovo-ouest, km 1737
- Carrefour giratoire vers Tcheremkhovo-sud et Joumorova, km 1740
- Sortie vers Tcheremkhovo-sud, km 1754
- Intersection vers Zamorskaïa, km 1762
- Intersection vers Micheliovka , km 1771
- Intersection vers Soubbotina et Kholmouchino, km 1775
- Transsibérien, km 1776
- Sortie vers Mikhaïlovka, km 1776

Raïon d'Oussolie, km 1779
- Intersection vers Kotcherikovka, km 1783
- Sortie vers Tatiourka, km 1789
- Intersection vers Malta, km 1792
- Intersection vers Novomaltinsk, km 1795
- Rivière Belaïa, km 1776
- Intersection vers Malta, km 1797
- Intersection vers Beloretchenski, km 1801
- Entrée dans Oussolie-Sibirskoïe, km 1801
- Sortie de Oussolie-Sibirskoïe, km 1811
- Telma, km 1815
- Jeleznodorojny, km 1819
- Transsibérien, km 1820
- Intersection vers Biliktouï, km 1827
- Intersection vers Bolchaïa Ielan, km 1829
- Intersection vers Angarsk-ouest, km 1832
- Intersection vers Kitoï, km 1836
- Intersection vers Staraïa Iassatchnaïa, km 1840
- Intersection vers Staraïa Iassatchnaïa, km 1841
- , km 1842
- Rivière Kitoï, km 1843

Raïon d'Angarsk, km 1843
- Échangeur entre  et Route Odinsk - Angarsk (vers Angarsk-sud), km 1844
- Sortie vers Angarsk-sud, km 1859

Raïon d'Irkoutsk, km 1861
- Sortie (sens sud) vers Malaïa Ielanka, km 1864
- Inverseur de sens, km 1864
- Échangeur entre  et Contournement d'Irkoutsk (Branche de la R255, vers la R258), km 1865
- Fin de la R255, devient la route de Moscou à Vdovina en direction d'Irkoutsk, km 1866

#### Contournement d'Irkoutsk
- Échangeur entre  et Contournement d'Irkoutsk, km 1

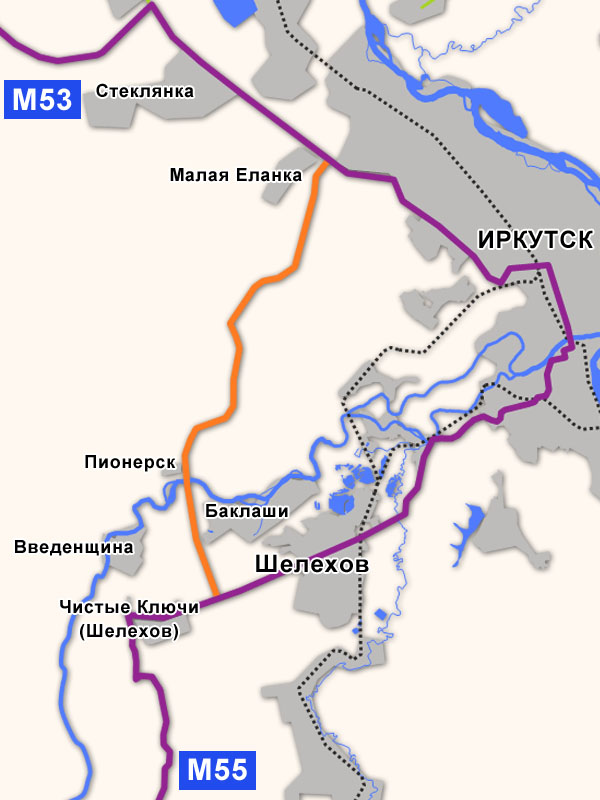
Carte du contournement d'Irkoutsk.

- Intersection vers Pionersk, km 17
- Rivière Irkout, km 18
- Intersection vers Vvedenchtchina et Baklachi, km 21
- Échangeur entre  et  (vers Irkoutsk-sud ; vers Oulan-Oudé), km 24

### Note sur le kilométrage
La route subit d'importantes rénovations chaque année, le nombre de kilomètres est donc variable. L'itinéraire n'est pas exhaustif. Les distances et points kilométriques ont été calculés et obtenus via Yandex.

## Galerie

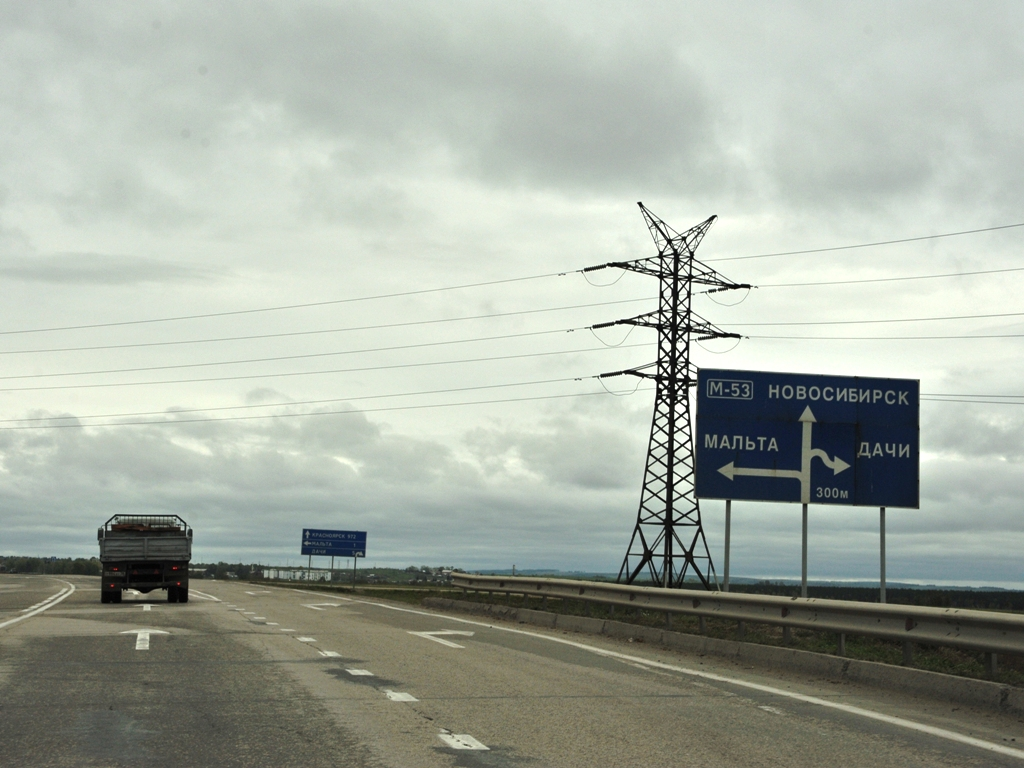
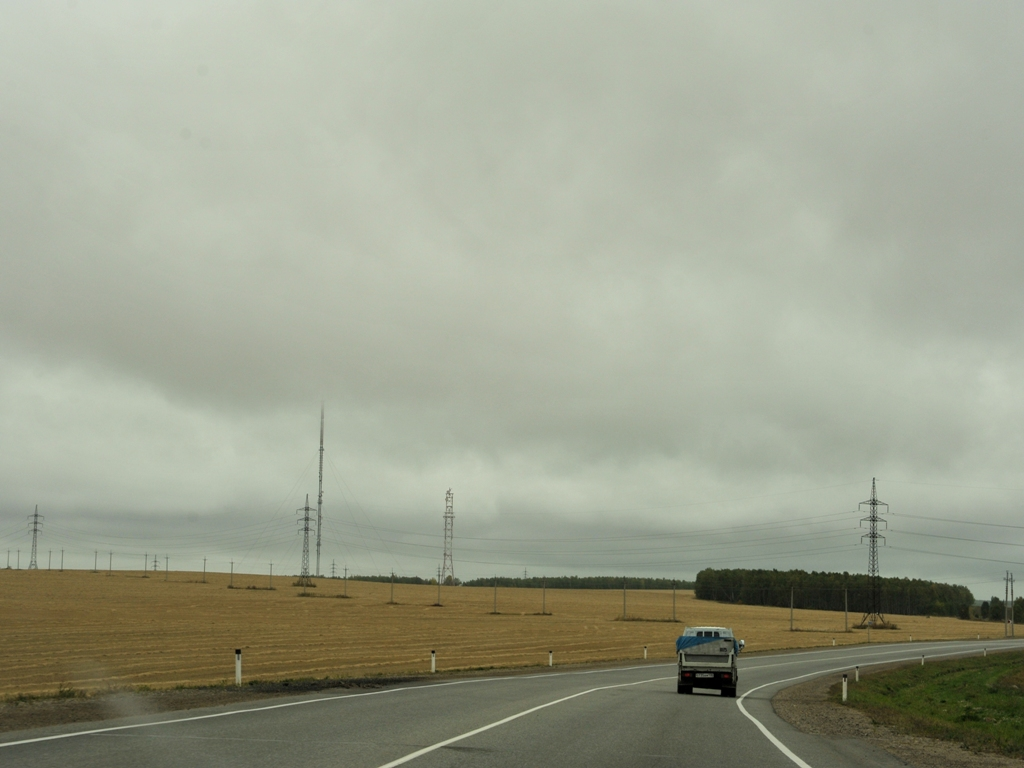
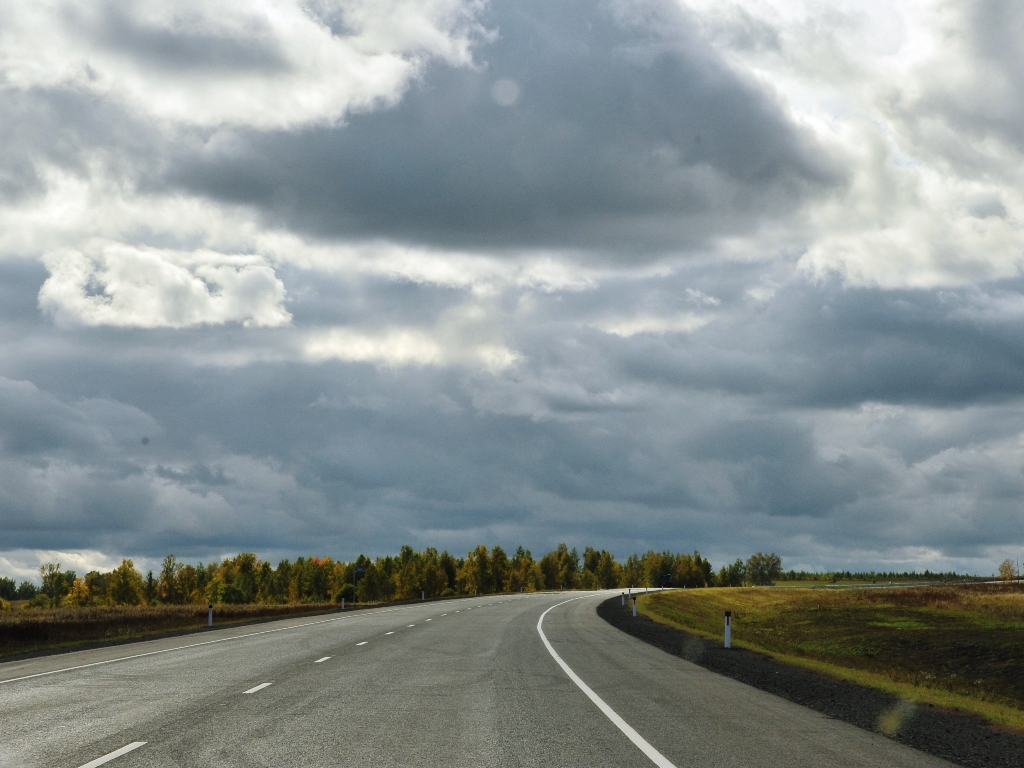
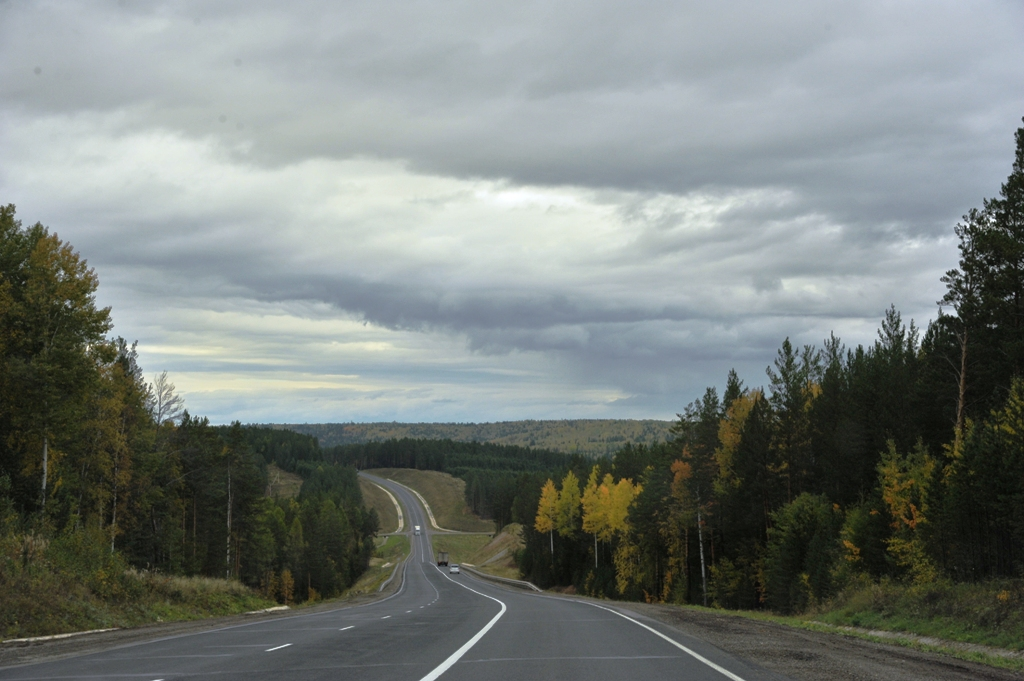
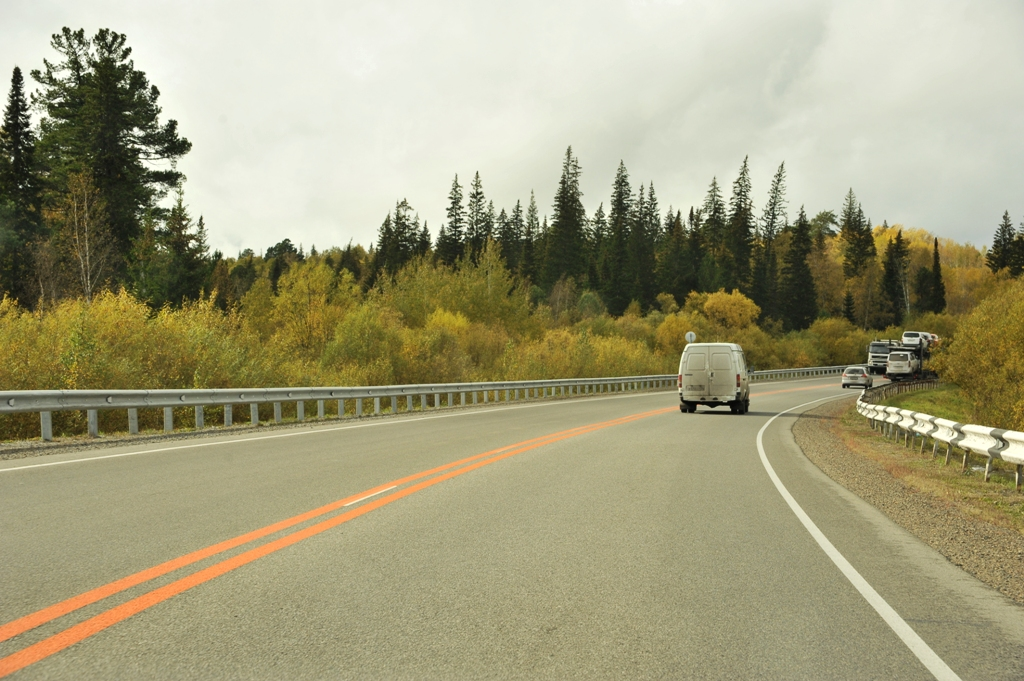